# Mercedes-Benz F-Cell
Mercedes-Benz F-Cell — электромобиль на топливных элементах (водород) от компании Mercedes-Benz, представленный в конце 2009 года.

## История
Ещё в 1994 году компанией Mercedes-Benz представила первый прототип автомобиля топливных элементах под названием NECAR 1. Через 5 лет была представлена модель NECAR 4 с архитектурой «сэндвич». В 2003 году в Мадриде и Штутгарте был запущен в эксплуатацию автобус на базе Mercedes-Benz Citaro. Через год, в 2004 году, уже около 60 автомобилей A-класса F-Cell колесят по миру.
Ещё в 2008 году компания делает ставки на гибридные и электронные технологии. Концерн Daimler AG скупает 49,9% акций Li-Tec — дочерней компании Evonik Industries.
В 2009 году представлен концепт-кар Mercedes-Benz BlueZERO, имеющий три различных варианта энергоэффективного двигателя (электро, гибрид и водород). В конце того же года появляется автомобиль Mercedes-Benz F-Cell. Известно две модификации модели: одна на основе A-класса, вторая — прототип B-класса.
В декабре 2010 года Mercedes-Benz поставляет первые 200 автомобилей Mercedes-Benz B-класс F-Cell в Германию и США.
В настоящее время автомобиль B-класса F-Cell оснащён электрическим двигателем мощностью в 100 кВт (134 лошадиных сил) и способен преодолеть без подзарядки расстояние в 250 миль (402 км). Данный показатель стал возможен благодаря увеличению пространства для хранения резервуаров сжатого водорода, более высоком давлении хранения, а также технологии топливных элементов (низкотемпературные водород-воздушные топливные элементы с протон-обменной мембраной или PEMFC).

## F-Cell Roadster
В 2009 году компания Mercedes-Benz представила ретро-вариант гибридного автомобиля — концепт-кар Mercedes-Benz F-Cell Roadster по мотивам проекта Benz Patent-Motorwagen 1886 года. Мощность установленного двигателя составляет 1.2 кВт, максимальная скорость достигает 25 км/час (15 миль/ч). Подобные параметры позволяют автомобилю преодолевать расстояние в 350 км (217 миль). Дизайн передней части Mercedes-Benz F-Cell Roadster был позаимствован у гоночного автомобиля Формула-1. Управление автомобилем осуществляется при помощи джойстика.

## Производство и поставки
В сентябре 2010 года компания Mercedes-Benz объявила о выпуске ограниченного тиража (500 копий) автомобиля Mercedes-Benz A-класс F-Cell для европейских потребителей.
В декабре 2010 года компания стартовала лизинговую программу для B-класс F-Cell с первой поставки автомобиля для Винсента Ван Патена, с планами по доставке 69 моделей на дороги Калифорнии в том же году.

## Водородный бак
Резервуар для хранения водорода в 350 бар (5000 psi) содержит достаточно топлива для прохождения расстояния в 250 миль (402 км). Использование бака в 700 бар (10000 psi) увеличивает это значение на 70% до 421 мили (678 км).

## Признание
В 2010 и 2012 годах Mercedes-Benz B-класса F-Cell был выбран журналом «Green Car Journal» в качестве одного из финалистов конкурса за звание «Green Car Vision Award».

## Галерея

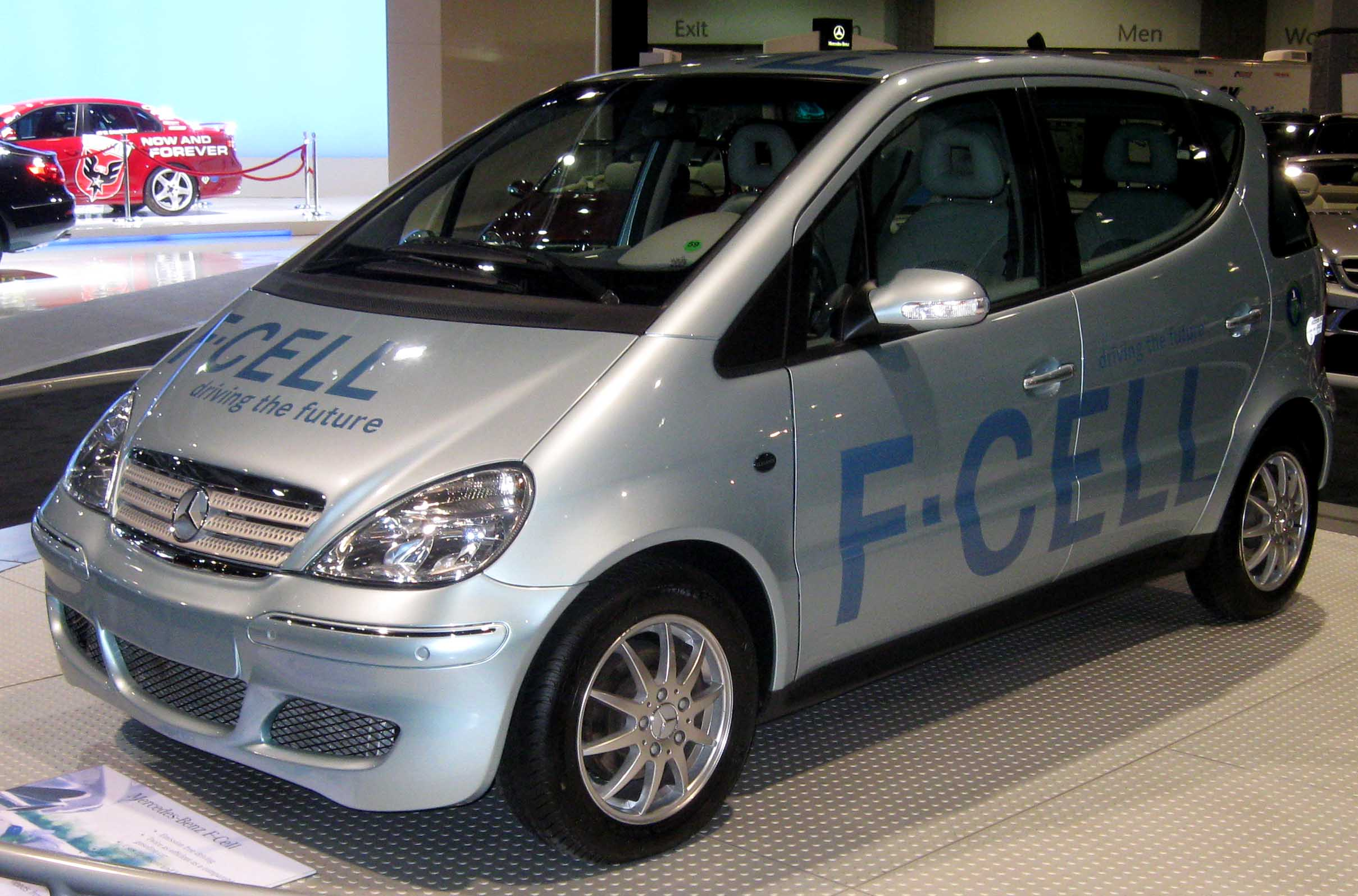
F-Cell на базе A-класса
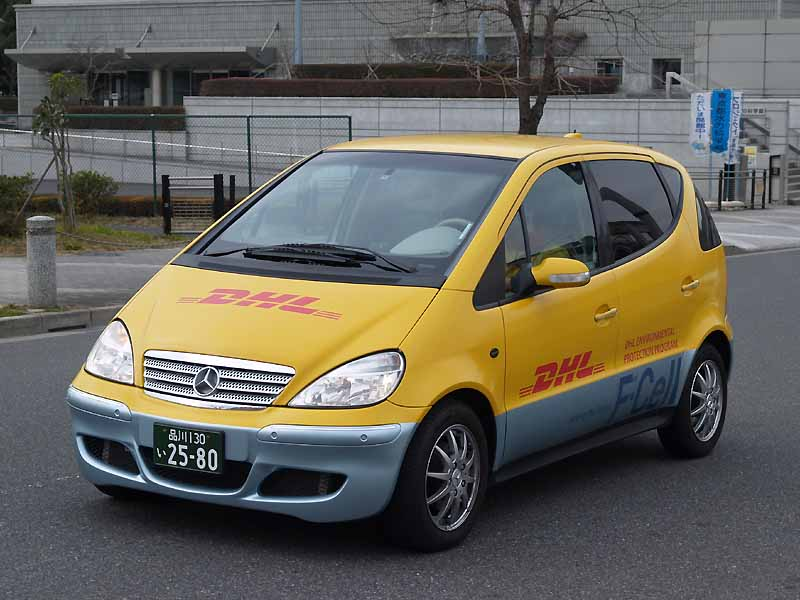
F-Cell на основе A-класса, Япония.
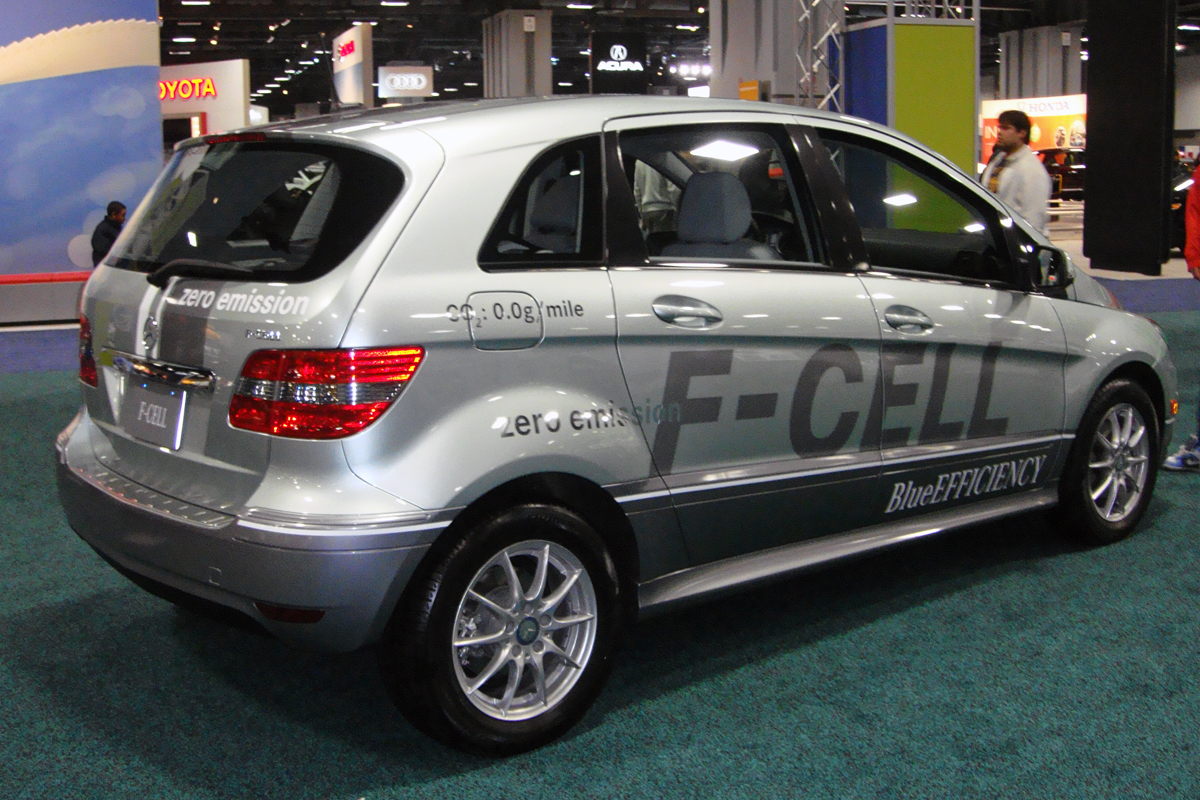
Mercedes-Benz B-класс F-Cell на выставке в Вашингтоне, 2010 год.
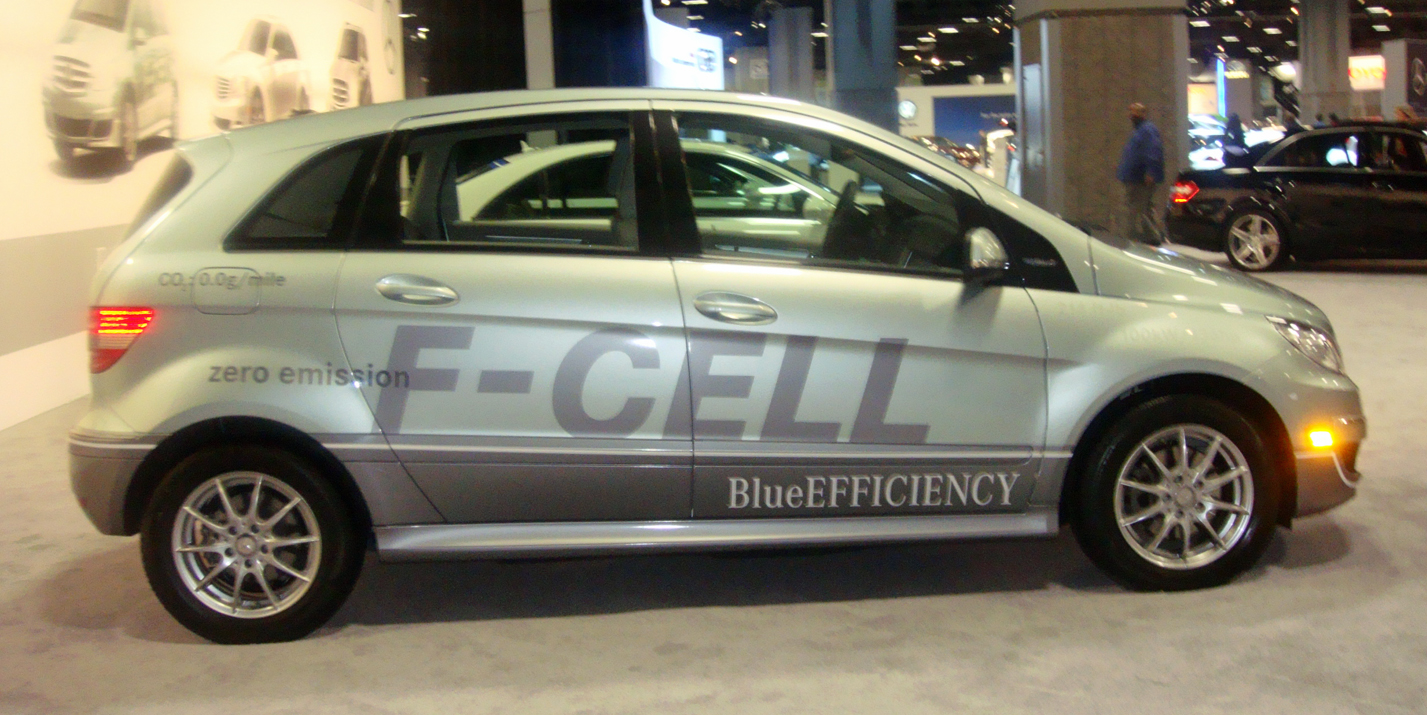
Mercedes-Benz B-класс F-Cell на выставке в Вашингтоне, 2011 год.
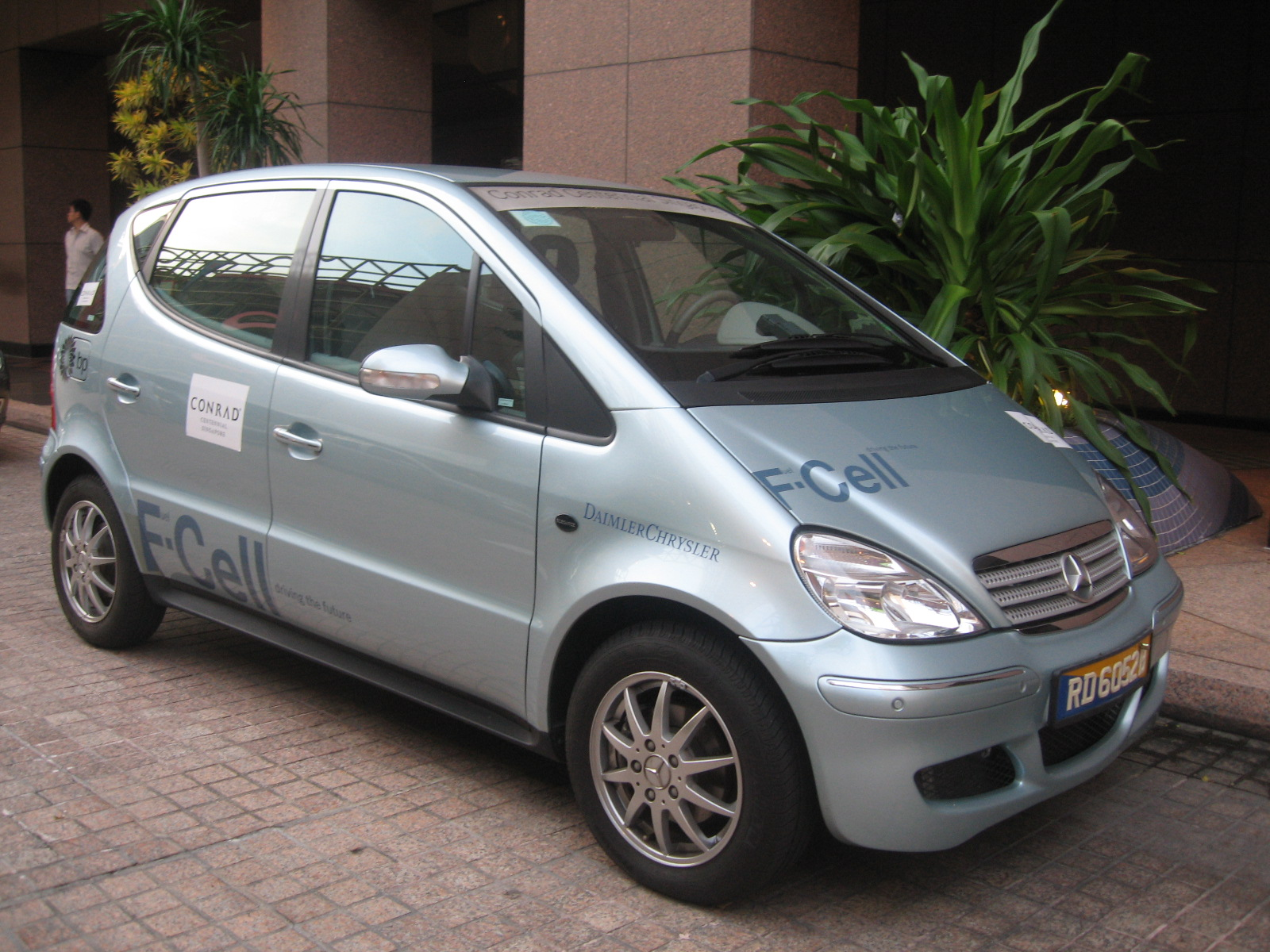
Mercedes-Benz B-класс F-Cell, вид спереди.